# Copa Intercontinental de Fútbol Playa 2013
La Copa Intercontinental de Fútbol Playa 2013 fue la tercera edición del torneo patrocinado por Beach Soccer Worldwide, y el consejo deportivo de Dubái que se desarrolló del 19 al 23 de noviembre. El evento reunió a ocho selecciones nacionales provenientes de cuatro continentes, y fue ganado por la selección de Irán.

## Equipos participantes
La Copa Intercontinental convocó a la última selección campeona mundial de fútbol playa, en este caso Rusia; a la selección nacional del país anfitrión, los Emiratos Árabes Unidos, y seis equipos invitados por la organización de diferentes continentes.
| Equipos participantes  | Equipos participantes | Equipos participantes | Equipos participantes |
| ---------------------- | --------------------- | --------------------- | --------------------- |
| Brasil                 | Irán                  | Marruecos             | Rusia                 |
| Emiratos Árabes Unidos | Italia                | México                | Suiza                 |

## Sistema de competición
- Los equipos participantes se encontraban divididos en dos grupos de cuatro integrantes. En la primera fase jugaron todos contra todos, y los dos equipos que acumularon más puntos pasaron a la siguiente fase.
- En la segunda fase los cuatro equipos clasificados fueron emparejados y jugaron a eliminación directa para definir el campeón, así como el tercer puesto. También se desarrolló una eliminatoria para el quinto puesto.

## Resultados

### Primera fase

#### Grupo A
| Equipo                 | Pts | PJ | PG | PG+ | PP | GF | GC | Dif |
| ---------------------- | --- | -- | -- | --- | -- | -- | -- | --- |
| Suiza                  | 8   | 3  | 2  | 1   | 0  | 20 | 15 | 5   |
| Emiratos Árabes Unidos | 6   | 3  | 2  | 0   | 1  | 9  | 8  | 1   |
| México                 | 3   | 3  | 1  | 0   | 2  | 11 | 11 | 0   |
| Marruecos              | 0   | 2  | 0  | 0   | 2  | 11 | 17 | -6  |

| Fecha           | Lugar | Equipo                 | Resultado   | Equipo                 |
| --------------- | ----- | ---------------------- | ----------- | ---------------------- |
| 19 de noviembre | Dubái | Suiza                  | 6:5 (t. s.) | México                 |
| 19 de noviembre | Dubái | Emiratos Árabes Unidos | 3:2         | Marruecos              |
| 20 de noviembre | Dubái | Marruecos              | 7:9         | Suiza                  |
| 20 de noviembre | Dubái | México                 | 1:3         | Emiratos Árabes Unidos |
| 21 de noviembre | Dubái | Marruecos              | 2:5         | México                 |
| 21 de noviembre | Dubái | Emiratos Árabes Unidos | 3:5         | Suiza                  |

#### Grupo B
| Equipo | Pts | PJ | PG | PG+ | PP | GF | GC | Dif |
| ------ | --- | -- | -- | --- | -- | -- | -- | --- |
| Irán   | 6   | 3  | 0  | 3   | 0  | 13 | 13 | 0   |
| Rusia  | 5   | 3  | 1  | 1   | 1  | 14 | 11 | 3   |
| Brasil | 3   | 3  | 1  | 0   | 2  | 15 | 12 | 3   |
| Italia | 0   | 3  | 0  | 0   | 3  | 12 | 18 | -6  |

| Fecha           | Lugar | Local  | Resultado      | Visitante |
| --------------- | ----- | ------ | -------------- | --------- |
| 19 de noviembre | Dubái | Rusia  | 2:2 (2:3 pen.) | Irán      |
| 19 de noviembre | Dubái | Italia | 2:5            | Brasil    |
| 20 de noviembre | Dubái | Irán   | 4:4 (3:1 pen.) | Brasil    |
| 20 de noviembre | Dubái | Rusia  | 6:3            | Italia    |
| 21 de noviembre | Dubái | Irán   | 7:7 (3:2 pen.) | Italia    |
| 21 de noviembre | Dubái | Brasil | 6:6 (2:3 pen.) | Rusia     |

### Segunda fase

#### Eliminatoria por el quinto lugar
|  | Semifinales     | Semifinales     |   |           | Final           | Final           |  |
|  | 22 de noviembre | 22 de noviembre |   |           | 23 de noviembre | 23 de noviembre |  |
|  |                 |                 |   |           |                 |                 |  |
|  |                 |                 |   |           |                 |                 |  |
|  | Brasil          | 5               |   |           |                 |                 |  |
|  | Marruecos       | 3               |   |           |                 |                 |  |
|  |                 |                 |   |           |                 |                 |  |
|  |                 |                 |   |           |                 |                 |  |
|  |                 |                 |   |           | Brasil (t. s.)  | 7               |  |
|  |                 | Italia          | 5 |           |                 |                 |  |
|  |                 |                 |   |           |                 |                 |  |
|  |                 |                 |   |           |                 |                 |  |
|  |                 |                 |   |           | Tercer lugar    |                 |  |
|  |                 |                 |   |           |                 |                 |  |
|  | México          | 4               |   | Marruecos | 2               |                 |  |
|  | Italia          | 5               |   |           | México          | 3               |  |

#### Semifinales
|  | Semifinales            | Semifinales     |   |                        | Final           | Final           |  |
|  | 22 de noviembre        | 22 de noviembre |   |                        | 23 de noviembre | 23 de noviembre |  |
|  |                        |                 |   |                        |                 |                 |  |
|  |                        |                 |   |                        |                 |                 |  |
|  | Irán                   | 2               |   |                        |                 |                 |  |
|  | Emiratos Árabes Unidos | 1               |   |                        |                 |                 |  |
|  |                        |                 |   |                        |                 |                 |  |
|  |                        |                 |   |                        |                 |                 |  |
|  |                        |                 |   |                        | Irán            | 4               |  |
|  |                        | Rusia           | 3 |                        |                 |                 |  |
|  |                        |                 |   |                        |                 |                 |  |
|  |                        |                 |   |                        |                 |                 |  |
|  |                        |                 |   |                        | Tercer lugar    |                 |  |
|  |                        |                 |   |                        |                 |                 |  |
|  | Suiza                  | 10              |   | Emiratos Árabes Unidos | 8               |                 |  |
|  | Rusia (t. s.)          | 11              |   |                        | Suiza           | 7               |  |

| 22 de noviembre de 2013 | Irán                             | 2:1                       | Emiratos Árabes Unidos | Dubai International Marine Club, Dubái |  |
|                         | Ahmadzadeh 6' (3) · Kiana 5' (3) | ( 0:0, 0:0, 2:1 ) Reporte | Adel 6' (3)            |                                        |  |

| 22 de noviembre de 2013 | Suiza                                                                                            | 10:11                          | Rusia | Dubai International Marine Club, Dubái |  |
|                         | Stanković 4' (1) 1' (1) 0' (2) 6' (3) 6' (3) 0' (t. s.) · Mo 8' (2) 3' (2) 1' (3) · Borer 2' (3) | ( 2:4, 3:2, 5:4, 1:2 ) Reporte | Peremitin 7' (1) · Shaykov 6' (1) 2' (3) · Shishin 5' (1) · Peremitin 0' (1) 7' (2) 9' (3) 0' (t. s.) · Eremeev 6' (2) · Krash 5' (3) 0' (t. s.) |                                        |  |

#### Tercer lugar
| 23 de noviembre de 2013 | Emiratos Árabes Unidos                                                                          | 8:7                       | Suiza                                                                            | Dubai International Marine Club, Dubái |  |
|                         | Kamal 9' (2) · Hassan Ali 10' (3) 9' (3) 3' (3) 3' (3) · Butti 9' (3) 3' (3) · Ali Karim 0' (3) | ( 0:2, 1:1, 7:4 ) Reporte | Ott 7' (1) 5' (1) 8' (2) · Stanković 9' (3) 8' (3) · Misev 8' (3) · Borer 6' (3) |                                        |  |

#### Final
| 23 de noviembre de 2013 | Irán                                                       | 4:3                       | Rusia                                                    | Dubai International Marine Club, Dubái |  |
|                         | Ahmadzadeh 11' (1) 11' (3) · Kiani 2' (2) · Naderi 11' (3) | ( 1:1, 1:1, 2:1 ) Reporte | Peremitin 4' (1) · Shishin 0' (2) · Kiani 4' (3) (a. g.) |                                        |  |

|                            |
| Campeón Irán Primer título |

## Posiciones
| Pos.              | Equipo                 |
| ----------------- | ---------------------- |
| Medalla de oro    | Irán                   |
| Medalla de plata  | Rusia                  |
| Medalla de bronce | Emiratos Árabes Unidos |
| 4                 | Suiza                  |
| 5                 | Brasil                 |
| 6                 | Italia                 |
| 7                 | México                 |
| 8                 | Marruecos              |